# ITF Kurume
Das ITF Kurume ist ein Tennisturnier der ITF Women’s World Tennis Tour, das in Kurume auf Rasen ausgetragen wird. Veranstaltungsort des Kurume Cups ist der Shin-Houman-Gawa Tennis Court.
Offizielle Namen der Turniere bis heute:
- 2005–2016: Kurume Best Amenity Cup International Women’s Tennis
- 2017–: Kurume U.S.E Cup International Women’s Tennis

## Siegerliste

### Einzel
| Jahr | Kategorie | Siegerin          | Finalgegnerin      | Ergebnis         |
| ---- | --------- | ----------------- | ------------------ | ---------------- |
| 2005 | $25.000   | Hsieh Su-wei      | Erika Takao        | 6:2, 6:3         |
| 2006 | $25.000   | Chan Yung-jan     | Chuang Chia-jung   | 5:7, 6:4, 6:2    |
| 2007 | $25.000   | Ayumi Morita      | Erika Takoa        | 6:1, 3:1 Aufgabe |
| 2008 | $50.000   | Chang Kai-chen    | Alexandra Panowa   | 7:5, 6:3         |
| 2009 | $50.000   | Xenija Lykina     | Jelena Tschalowa   | 7:5, 6:3         |
| 2010 | $50.000   | Kristýna Plíšková | Karolína Plíšková  | 5:7, 6:2, 6:0    |
| 2011 | $50.000   | Rika Fujiwara     | Monique Adamczak   | 6:3, 6:1         |
| 2012 | $50.000   | Zheng Saisai      | Monique Adamczak   | 7:5, 6:2         |
| 2013 | $50.000   | Ons Jabeur        | An-Sophie Mestach  | 6:0, 6:2         |
| 2014 | $50.000   | Wang Qiang        | Eri Hozumi         | 6:3, 6:1         |
| 2015 | $50.000   | Nao Hibino        | Eri Hozumi         | 6:3, 6:1         |
| 2016 | $50.000   | Kyōka Okamura     | Nigina Abduraimova | 7:610, 1:6, 7:5  |
| 2017 | $60.000   | Laura Robson      | Katie Boulter      | 6:3, 6:4         |
| 2018 | $60.000   | Ayano Shimizu     | Abbie Myers        | 6:3, 7:5         |
| 2019 | W60       | Rebecca Marino    | Yūki Naitō         | 6:4, 7:60        |
| 2023 | W60       | Emina Bektas      | Ma Yexin           | 7:5, 5:7, 6:1    |

### Doppel
| Jahr | Kategorie | Siegerinnen                       | Finalgegnerinnen                    | Ergebnis          |
| ---- | --------- | --------------------------------- | ----------------------------------- | ----------------- |
| 2005 | $25.000   | Chan Chin-wei Hsieh Su-wei        | Ayumi Morita Erika Sema             | 6:4, 6:3          |
| 2006 | $25.000   | Chan Yung-jan Chuang Chia-jung    | Seiko Okamoto Ayami Takase          | 6:0, 6:2          |
| 2007 | $25.000   | Ayumi Oka Tomoko Sugano           | Liu Wanting Song Shanshan           | 6:4, 6:1          |
| 2008 | $50.000   | Chang Kai-chen Hwang I-hsuan      | Erika Sema Yurika Sema              | 6:3, 2:6, [10:6]  |
| 2009 | $50.000   | Lu Jingjing Sun Shengnan          | Chang Kai-chen Ayaka Maekawa        | 6:3, 6:2          |
| 2010 | $50.000   | Sun Shengnan Xu Yifan             | Karolína Plíšková Kristýna Plíšková | 6:0, 6:3          |
| 2011 | $50.000   | Ayumi Oka Akiko Yonemura          | Rika Fujiwara Tamarine Tanasugarn   | 6:3, 5:7, [10:8]  |
| 2012 | $50.000   | Han Xinyun Sun Shengnan           | Xenija Lykina Melanie South         | 6:1, 6:0          |
| 2013 | $50.000   | Kanae Hisami Mari Tanaka          | Rika Fujiwara Akiko Omae            | 6:4, 7:62         |
| 2014 | $50.000   | Jarmila Gajdošová Arina Rodionova | Junri Namigata Akoko Yonemura       | 6:4, 6:2          |
| 2015 | $50.000   | Makoto Ninomiya Riko Sawayanagi   | Eri Hozumi Junri Namigata           | 7:610, 6:3        |
| 2016 | $50.000   | Hsu Ching-wen Xenija Lykina       | Dalma Gálfi Xu Shilin               | 7:65, 6:2         |
| 2017 | $60.000   | Katy Dunne Tammi Patterson        | Erina Hayashi Robu Kajitani         | 6:73, 6:2, [10:4] |
| 2018 | $60.000   | Naomi Broady Asia Muhammad        | Katy Dunne Abigail Tere-Apisah      | 6:2, 6:4          |
| 2019 | W60       | Hiroko Kuwata Ena Shibahara       | Erina Hayashi Moyuka Uchijima       | 0:6, 6:4, [10:5]  |
| 2023 | W60       | Talia Gibson Wang Yafan           | Funa Kozaki Junri Namigata          | 6:3, 6:3          |